# 佐治亞省
佐治亞省（英語：Province of Georgia），又稱佐治亞殖民地，是英屬美洲南方殖民地之一，此殖民地是大不列顛王國建立的十三殖民地最後一個，後來成為美國一部分。在起初的批地中，該省有一條狹窄的地帶延長至太平洋。
1732年4月21日，殖民地的企業特許狀由喬治二世向詹姆斯·奧格利索普將軍發出，殖民地亦以他命名。1732年6月9日特許狀由英國君主樞密院敲定。
奧格利索普將軍實行許多殖民主義者都不認同的非常嚴格的法律，例如禁止酒類飲品。他不同意奴隸制度，並認為小農場系統比大型莊園更適合。然而，批出的土地沒有如殖民地主義期望的大。
另一個建立殖民地的原因是作為緩衝國和「屯駐地省」，以保護英國南方殖民地，防止西屬佛羅里達的威脅。奧格利索普希望由粗壯的農夫負責守護省份邊境，故此殖民特許狀禁止奴隸制度。奴隸制度的禁令在1751年解除，而殖民地在翌年成為直轄殖民地。